# Veleyo Patérculo

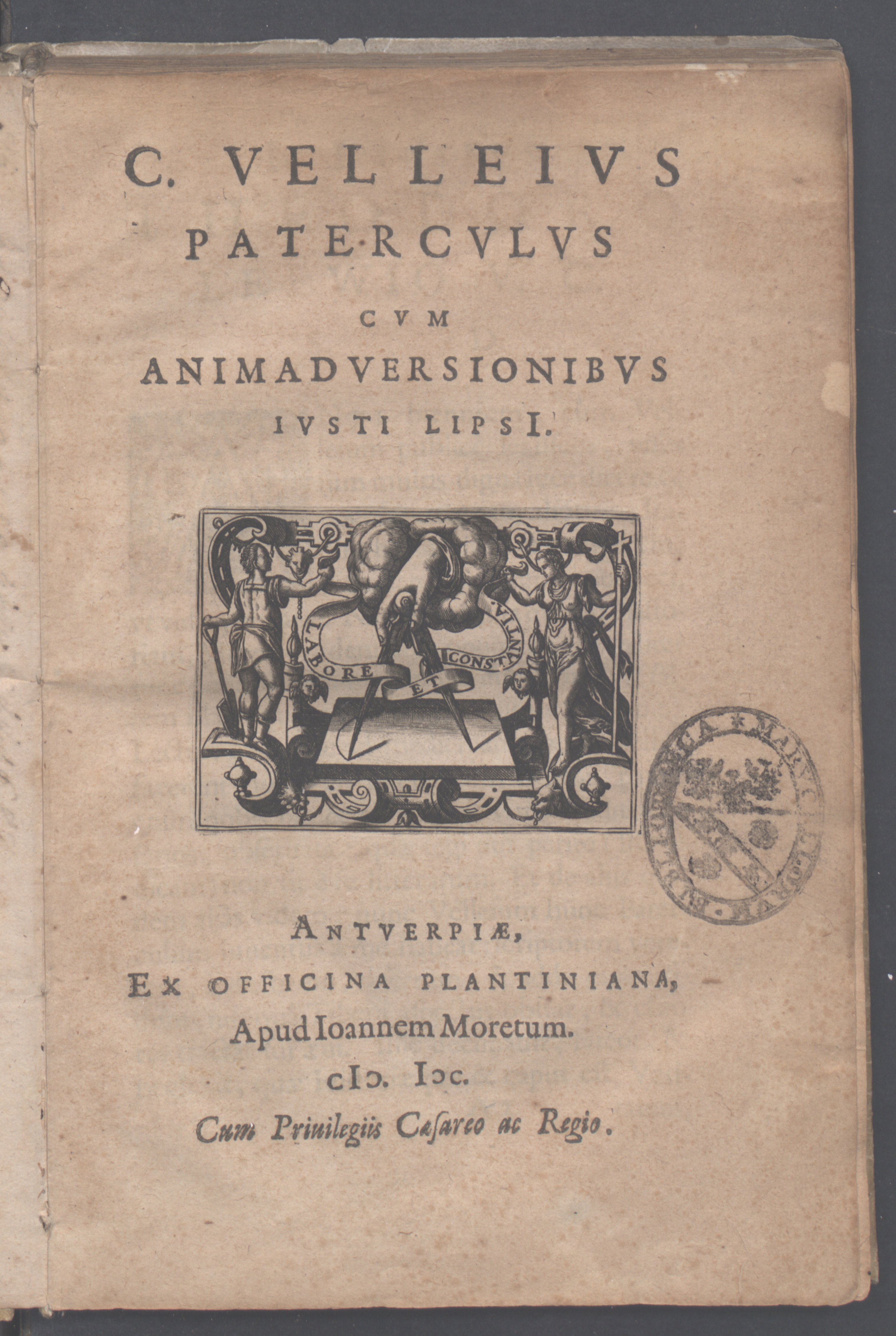
Portada de 1600 de la Historia romana de Veleyo Patérculo

Cayo o Gayo Veleyo Patérculo  (c. 19 a. C. - c. 31) fue un historiador romano del siglo I, conocido por una historia romana dedicada al emperador Tiberio. 

## Nombre
Si bien era seguro que su nomen es Veleyo y su cognomen Patérculo, por aparecer de esta manera en el único manuscrito conservado de su Historia romana, su praenomen fue por un tiempo objeto de controversias. En el frontispicio de la edición de 1520 aparecía como Publio, pero en el cuerpo del texto, como Cayo, por lo que historiadores como Shipley y Halm preferían el segundo. Pese a que Prisciano indicó que su praenomen era Marco, la mayoría de los eruditos modernos aceptan ya que se llamó Cayo Veleyo Patérculo debido a la aparición posterior, en el norte de África, de un miliario con el nombre completo de su nieto consular (C.I.L. VIII, 10311).

## Carrera pública
Miembro de una ilustre familia de Campania, Patérculo entró en el ejército cuando era muy joven. Se desempeñó como tribuno militar en Tracia, Macedonia, Acaya y en Oriente, y en el año 2 presenció la entrevista del Éufrates entre Cayo César, nieto de Augusto, y el rey Fraataces. Más tarde, sirvió como praefectus de caballería y legatus durante ocho años, desde el año 4, en Germania y Panonia bajo Tiberio. Sus servicios le valieron los nombramientos como cuestor en 8 y, junto con su hermano, como pretor en el año 15. Se sabe que aún estaba vivo en el año 30, puesto que existen varias referencias históricas acerca del consulado de Marco Vinicio correspondiente a dicho año, y se cree que fue sentenciado a muerte en el año 31 por ser amigo de Sejano, a quien elogiaba.

## Obra
Su Compendio de la historia romana consiste de dos libros dedicados a Vinicio y cubre el período que va desde la dispersión de los griegos luego del asedio a Troya hasta la muerte de Livia Drusilla en 29. El primer libro, que concluye con la destrucción de Cartago en 146 a. C., tiene secciones perdidas, incluido el comienzo. La parte posterior de la historia, en especial el período entre las muertes de Julio César en 44 a. C. y Augusto en 14, es tratada con mayor detalle. Aunque se presentan observaciones breves sobre la literatura romana y griega, no existe ninguna mención de Plauto, Horacio o Propercio. El autor no exhibe una verdadera agudeza histórica, pese a que por lo general es confiable en cuanto a sus afirmaciones respecto de hechos en particular. Además, su cronología es inconsistente. Cuando se refiere a César, Augusto y por sobre todo a su patrón, Tiberio, Patérculo es pródigo en elogios o adulaciones. Las repeticiones, las redundancias y el desaliño en cuanto a expresión, pueden deberse en parte a las prisas con las cuales se escribió el texto, según indica a menudo el autor mismo. La retórica pomposa y el efecto forzado a causa de hipérboles, antítesis y epigramas, pertenecen al período de la edad de plata de la literatura latina, de la  cual Patérculo es el primer ejemplo. El autor se propuso escribir una narración más completa del último período, que incluiría la guerra civil entre César y Pompeyo y las guerras de Tiberio, pero no existen evidencias de que lo haya realizado. Sus fuentes principales son los Orígenes de Catón el Viejo, los Anales de Quinto Hortensio, Pompeyo Trogo, Cornelio Nepote y Tito Livio.
Veleyo Patérculo no fue muy conocido en la Antigüedad. Al parecer, fue leído por Lucano e imitado por Sulpicio Severo, pero solo se lo menciona en comentarios sobre Lucano y, una vez, por Prisciano.

## Textos
El texto del trabajo de Patérculo, preservado en un único manuscrito mal escrito y mutilado (que fue descubierto en 1515 por Beatus Rhenanus en la Abadía de Murbach, Alsacia, y actualmente se halla perdido), está muy corrompido.
- Editio princeps, 1520
- Primeras ediciones a cargo de
  - Justus Lipsius
  - Jan Gruter
  - Nikolaes Heinsius
  - Pieter Burmann
- Ediciones modernas
  - David Ruhnken y Frotscher (1830-39)
  - Johann Caspar von Orelli (1835)
  - F Kritz (1840
  - ed. mm. 1848)
  - Friedrich Haase (1858)
  - Karl Felix Halm (1876)
  - Robinson Ellis (1898) (revisada por W. Warde Fowler en Classical Review, mayo de 1899)